# BR-487
A BR-487 liga Naviraí, em Mato Grosso do Sul à Ipiranga, no Paraná. Seu trecho é bastante precário, sendo que aproximadamente 80% está no estado paranaense. Conhecida como Rodovia Boiadeira, foi muito usada para o transporte de gado. Grande parte do seu trecho é não-pavimentado, o que ocasiona transtornos à população que vive às suas margens, alternando poeira em períodos de seca e lama no período chuvoso. No Paraná é também chamada, pelo Governo do Estado, de PRT-487 em alguns trechos que estão sob seus cuidados.

## Municípios atravessadas pela rodovia
Paraná
- Ipiranga
- Ivaí
- Cândido de Abreu
- Manoel Ribas
- Nova Tebas
- Iretama
- Luiziana
- Campo Mourão
- Araruna
- Tuneiras do Oeste
- Cruzeiro do Oeste
- Maria Helena
- Umuarama
- Icaraíma

Mato Grosso do Sul
- a partir daqui, trechos coincidentes com a BR-163
- Naviraí
- Itaquiraí
- Juti